# Verity Lambert
Verity Ann Lambert OBE (27 de Novembro de 1935-22 de Novembro de 2007) foi uma realizadora de filmes e televisão inglesa. Foi a realizadora fundadora da série de ficção científica Doctor Who e teve uma longa associação com a Thames Television. Os seus muitos créditos incluem Adam Adamant Lives!, The Naked Civil Servant, Rock Follies, Minder, Widows, G.B.H., Jonathan Creek e Love Soup.
Lambert começou a trabalhar em televisão nos anos 50 e continuou a trabalhar como realizadora até ao ano em que morreu. Depois de deixar a BBC em 1969, trabalhou para outra televisão, notavelmente Thames Television e os seus Euston Films nos anos 70 e 80. Também trabalhou na indústria cinematográfica, para Thorn EMI Screen Entertainment. Desde 1985, controlou a sua própria empresa de realização,Cinema Verity.
O website de British Film Institute's Screenonline descreve Lambert como "um daqueles realizadores que podem com frequência criar um fascinante universo no pequeno ecrã a partir de um argumento pobre e meia dúzia de jogadores geniais".
As mulheres eram raramente realizadores de televisão na Grã-Bretanha no início da sua carreira. Quando foi apontada para o Doctor Who em 1963, era a mais nova e única mulher produtora de drama na BBC Television. O website do Museum of Broadcast Communications aponta-a como "não apenas uma das mulheres de negócios de Inglaterra...Lambert serviu como símbolo dos avanços das mulheres nos media". 

## Carreira inicial na televisão independente
Lambert nasceu em Londres, filha de um contabilista judeu, e educada na Roedean School. Deixou Roedean aos 16 anos e estudou na Sorbonne em Paris durante um ano e numa universidade de secretariado em Londres, durante 18 meses. Mais tarde, creditou o seu interesse pelos aspectos estruturais e característicos dos argumentos a uma professora de inglês inspiradora. O primeiro trabalho de Lambert foi a escrever menus no Kensington De Vere Hotel, que a empregou devido a ter estado em França e saber falar francês. Em 1956, entrou na indústria da televisão como secretária na Granada Television. Foi dispensada depois de 6 meses.

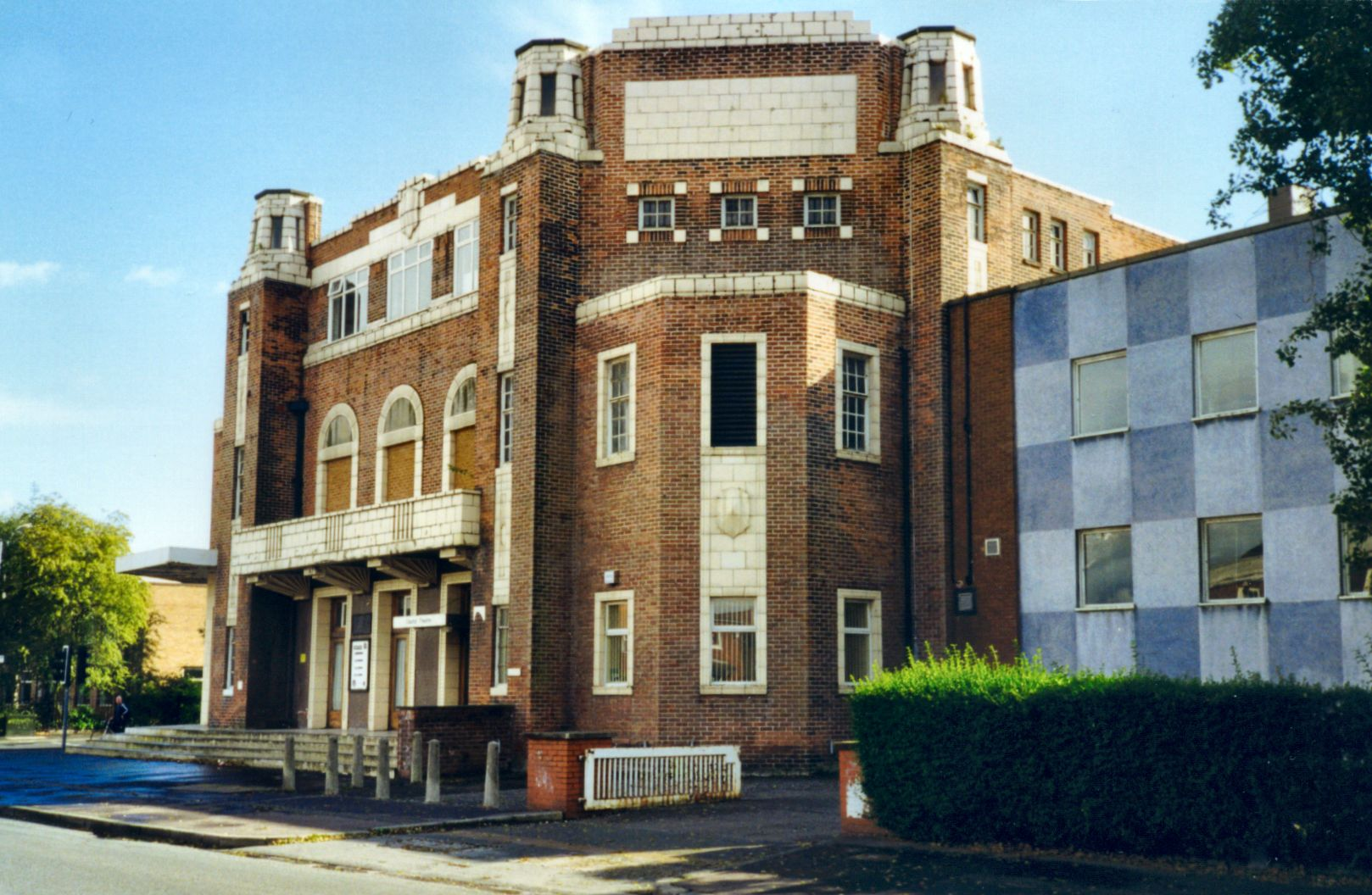
Estúdios da ABC Television em Didsbury, Manchester, onde Lambert trabalhou no fim dos anos 50.

Após a sua dispensa de Granada, Lambert arranjou emprego como taquígrafa na ABC Television. Depressa se tornou a secretária do Director de Drama e depois uma secretária de produção trabalhando num programa chamado State Your Case. Depois mudou-se como administrativa da produção, trabalhando na programação de drama na série da ABC Armchair Theatre, que depois foi vista pelo novo Director de Drama, o produtor canadiano Sidney Newman.
Incidentes catastróficos poderiam acontecer nos programas em directo nesta época. A 30 de Novembro de 1958, enquanto Lambert trabalhava como assistente de realização na Armchair Theatre, um actor morreu durante a gravação de Underground e ela teve de tomar a responsabilidade de dirigir as câmaras da galeria do estúdio enquanto o director Ted Kotcheff trabalhava com os actores no chão do estúdio para atenuar a perda.
Em 1961, Lambert deixou a ABC, e durante um ano trabalhou como assistente pessoal para o realizador de televisão americano David Susskind na televisão independente Talent Associatesem Nova Iorque. Voltando a Inglaterra, juntou-se novamente à ABC com a ambição de realizar, mas ficou presa como assistente de produção e decidiu que, se não avançasse nesse ano, ia abandonar a carreira de televisão.

## Carreira na BBC
Em Dezembro de 1962, Sidney Newman deixou a ABC para a posição de Director de Drama na BBC Television, e no ano seguinte Lambert juntou-se a ele na Corporation. Newman recrutou-a para a produção de Doctor Who, um programa que ele próprio tinha iniciado. Concebido por Newman como uma série de ficção científica educacional para os sábados à noite, o programa falava das aventuras de um homem velho viajando pelo espaço e tempo na sua TARDIS, uma cabine de polícia disfarçada. Em alguns momentos, a série não foi esperada que durasse mais de 13 semanas.
Apesar de Lambert não ter sido a primeira escolha de Newman para dirigir o programa - Don Taylor e Shaun Sutton recusaram - ele foi muito persistente em garantir que Lambert aceitasse o trabalho depois da experiência de trabalho com ela na ABC. "Acho que o melhor que fiz foi ter encontrado a Verity Lambert", disse ele à Doctor Who Magazine em 1993. "Eu lembro-me da Verity como sendo brilhante e, para usar a frase, vivaça! Era corajosa e costumava discutir comigo, mesmo sabendo que não era uma assistente de produção com um nível elevado". 
Quando Lambert chegou à BBC em Junho de 1963, foi-lhe dado um assistente de produção com mais experiência, Mervyn Pinfield, para a assistir. Doctor Who começou em 23 de Novembro de 1963 e rapidamente se tornou um sucesso na BBC, chefiado pela popularidade das criaturas alienígenas Daleks. O superior de Lambert, Director de Drama Donald Wilson, tinha-se mostrado contra a utilização dos aliens Daleks, mas depois do sucesso que tiveram, disse que a Lambert claramente conhecia a série melhor que ele, e não ia mais interferir nas suas decisões. O sucesso de Doctor Who e dos Daleks também levaram atenção da imprensa para Lambert; em 1964, o Daily Mail publicou um artigo sobre a série focando no seu aspecto jovem: "A operação dos Daleks... é conduzida por uma muito atraente jovem mulher chamada Verity Lambert que, aos 28 anos, não é só a mais jovem mas também a única mulher produtora de drama na BBC. TV... Alta, tornou-se positivamente proibidora quando sugeri que os Daleks poderiam um dia tomar conta de Dr. Who".
Lambert supervisionou as primeiras duas temporadas do programa, eventualmente deixando em 1965. "Chega uma altura em que a série precisa de algo novo", disse à Doctor Who Magazine 30 anos mais tarde. "Não era que não estivesse encantada com Doctor Who, simplesmente senti que a altura tinha chegado. Foram 18 meses muito concentrados, algo como 70 programas. Sei que as pessoas fazem novelas para sempre agora, mas eu senti que o Doctor Who precisava de alguém com uma visão diferente".
Mudou-se para produzir outro programa da BBC criado por Newman, a série de acção-aventura Adam Adamant Lives! (1966-67). O longo período de desenvolvimento de Adam Adamant atrasou a sua produção, e durante este atraso, Newman deu-lhe os episódios iniciais da nova novela, The Newcomers, para produzir. Posteriores produções para a BBC incluíram uma temporada do drama de crime Detective (1969-69) e uma série de 26 partes com adaptações das histórias de William Somerset Maugham (1969).
Em 1969 deixou a BBC para se juntar à London Weekend Television, onde realizou Budgie (1970-72) e Between the Wars (1973). Voltou à BBC numa base freelance para produzir Shoulder to Shoulder (1974), uma série de 6 episódios de 75 minutos sobre o movimento feminista no princípio do século XX.

## Thames Television e Euston Films

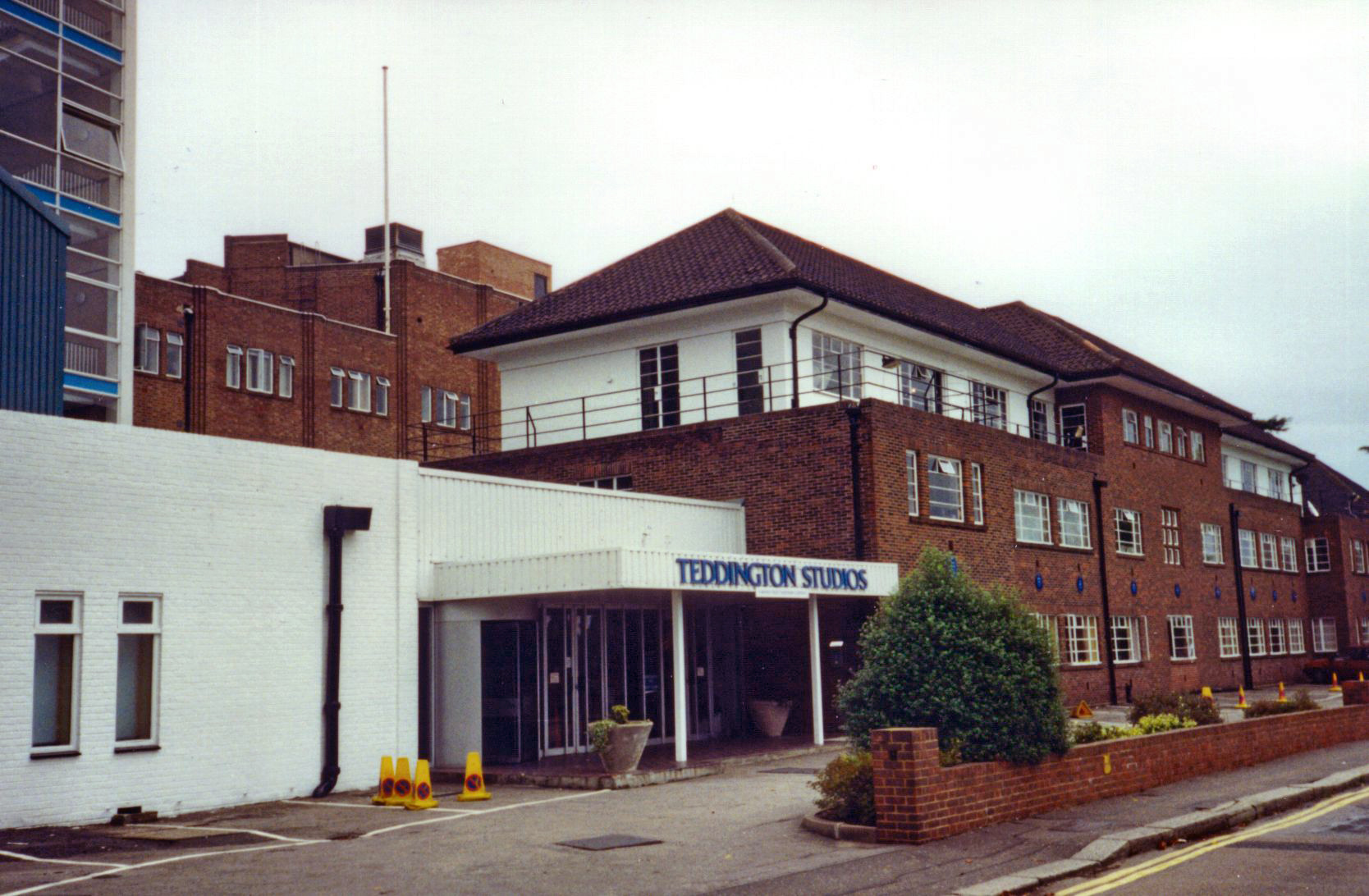
Teddington Studios em Londres, onde vários dramas de Thames Television foram supervisionados por Lambert, como Rock Follies, produzidos nos anos 70.

Mais tarde, em 1974, Lambert tornou-se a Directora de Drama na Thames Television. Durante o tempo que esteve nesta posição supervisionou várias contribuições de alta qualidade e com sucesso para a ITV, incluindo The Naked Civil Servant (1975), Rock Follies (1976-77), Rumpole of the Bailey (1978-92) e Edward and Mrs Simpson (1978). Em 1976 também foi responsável por supervisionar o trabalho de Euston Films, a empresa de produção de filmes subsidiada pela Thames, na altura conhecida como produtora de The Sweeney. Em 1979 transferiu-se para Euston a tempo inteiro como Chefe Executivo da companhia, supervisionando produções como Quatermass (1979), Minder (1979-94) e Widows (1983).
Na Thames e Euston, Lambert gozou do período mais crítico e popular da sua carreira. O The Naked Civil Servant ganhou um British Academy Television Award (BAFTA) pela sua estrela John Hurt assim como um Broadcasting Press Guild Award e um prémio na Prix Itália; Rock Follies ganhou um BAFTA e um Royal Television Society Award, enquanto que Widows também teve nomeações para BAFTA e estimativas de mais de 12 milhões - pouco usual para uma série de drama, foram escolhidos espectadores num período de 6 semanas seguidas. Minder tornou-se a mais longa série a decorrer, produzida pela Euston Films, sobrevivendo a mais de 10 anos mesmo depois da saída de Lambert da companhia.
Historiador de televisão Lez Cooke descreveu o tempo de Lambert no controlo do departamento de drama no Thames como "um período aventuroso na companhia, demonstrando que não foi apenas a BBC que foi capaz de produzir drama televisivo durante os anos 70. Lambert queria que Thames produzisse séries de drama 'que pudessem, de alguma forma, retratar os problemas modernos da vida', uma ambição que ecoava a filisofia do seu mentor Sidney Newman". Howard Schuman, o escritor de Rock Follies, também mais tarde elogiou a coragem da estadia de Lambert. "Verity Lambert tinha acabado de chegar como Directora de Drama à Thames foi para os partidos", disse ao jornal The Observer em 2002. "Ela comissionou uma série, Jennie: Lady Randolph Chruchill, por segurança, mas também Bill Brand, uma das mais irritantes séries políticas de sempre, e nós... Mesmo ainda antes de terminarmos a primeira série, Verity já estava a comissionar a segunda".
A ligação de Lambert à Thames e Euston Films continuou pelos anos 80. Em 1982, voltou a reunir-se à equipa da companhia principal da Thames como Directora de Drama, e foi-lhe dado um lugar no quadro da companhia. Em Novembro de 1982 deixou a Thames, mas permaneceu como Chefe Executiva em Euston até deixar em Novembro do ano seguinte para o seu primeiro lugar no mundo cinematográfico, como Director de Produção para a Thorn EMI Screen Entertainment. O seu trabalho lá foi um tanto frustrante uma vez que a indústria de filmes britânicos estava em grande mudança, mas ela conseguiu produzir alguns filmes, incluindo Clockwise (1986), protagonizado por John Cleese.
Lambert, mais tarde, exprimiu algum arrependimento da sua altura na indústria cinematográfica, num artigo para o jornal The Independent. "Infelizmente, a pessoa que me contratou foi-se embora, e a pessoa que veio para o seu lugar não queria produzir filmes nem me queria a mim. Enquanto tentava fazer alguns filmes que me orgulhasse - Dreamchild de Dennis Potter e Clockwise com John Cleese - foi terrivelmente difícil e uma experiência nada feliz". 
Verity Lambert foi presidente do British Film Institute Production Board em 1981/1982.

## Cinema Verity
No fim do ano 1985, Lambert deixou Thorn EMI, frustrada pela falta de sucesso e pelas restruturações que estavam a ser feitas na companhia. Estabeleceu a sua própria companhia independente, Cinema Verity. A primeira produção da companhia foi um filme A Cry in the Dark (1988), protagonizado por Sam Neil e Meryl Streep baseado no caso do "bebé dingo" (Azaria Chamberlain) na Austrália. A primeira série televisiva do Cinema Verity foi a sitcom da BBC1 May to December, começada em 1989 e durou até 1994.
O produtor executivo de Lambert, Alan Bleasdale dirigiu a série de drama G.H.B. (1991) comissionada pelo Channel 4 que ganhou vários prémios. A relação de Lambert com Bleasdale não foi sempre calma - o escritor admitiu em entrevistas posteriores que "queria matar Verity Lambert" depois de ter insistido em cortar grandes porções do seu primeiro rascunho do argumento antes da produção começar. Contudo, Bleasdale mais tarde admitiu que ela estava certa sobre a maior parte do material cortado, e que quando a produção terminou apenas sentiu falta de uma cena das que ela exigiu que fossem cortadas.
Uma produção com menos sucesso do Cinema Verity, foi a novela Eldorado, uma co-produção com a BBC na comunidade expatriada inglesa em Espanha. Na altura foi a comissão mais cara que a BBC deu a uma companhia de filmes independente. Lançada com uma grande campanha publicitária e corrida três vezes por semana na BBC1, a série foi criticada e apenas durou um ano, de 1992 a 1993. A biografia de Lambert, Screenonline, sugere algumas razões para esta falha: "Com as instalações de produção e um evidente esforço para ter um sabor genuinamente contemporâneo, os custos da novela Eldorado sugerem um nível de ambição...que mostra no evento difícil de realizar, e um interesse potencial fora do implausível melodrama. Eldorado...pesadamente desapontante. Como resultado, o tema da comunidade expatriada do Sul de Espanha e arredores foram explorados em vez de estudados". Outras revisões, mesmo depois de cerca de uma década após o cancelamento do programa, foram muitas mais brutas, com os comentários de Rupert Smith no The Guardian em 2002 como um exemplo. "Uma farsa de £10 milhões que deixou a BBC suja e colocou vários membros da Equity novamente à sua sorte...será sempre relembrada como o mais caro fiasco de sempre".
No princípio dos anos 90, Lambert tentou ganhar os direitos de produzir Doctor Who independentemente para a BBC; contudo, os seus esforço foi sem sucesso porque a Corporation já estava em negociações com o produtor Philip Segal nos Estados Unidos da América. Os projectos do Cinema Verity que chegarm a ser produzidos incluíam Sleepers (BBC1, 1991) e The Cazalets (BBC1, 2001), a série tardia co-produzida pela actriz Joanna Lumley, cuja ideia era adaptar as novelas de Elizabeth Jane Howard.
Lambert continuou a trabalhar como produtora freelance fora da sua própria companhia. Produziu a popular série comédia-drama, da BBC One, Jonathan Creek, pelo escritor David Renwick, quando tomou as rédeas para a segunda série em 1998. Desde essa altura até 2004 produziu 18 episódios do programa ao longo de 4 pequenas temporadas, mais dois especiais de Natal. Ela e Redwick também colaboraram noutra comédia-drama, Love Soup, protagonizado por Tamsin Greig e trasmitido pela BBC One no Outono de 2005. O seu último trabalho foi produzir a segunda série de Love Soup. Uma dedicatória em sua memória, foi mostrada depois do primeiro episódio ter saído a 1 de Março de 2008.

## Vida privada
Em 1973, Lambert casou com o director televisivo Colin Bucksey (mais novo 10 anos) mas o casamento terminou em 1984, e divorciaram-se em 1987 Não teve filhos, dizendo uma vez a um entrevistador, "Não aguento bebés - não, adoro bebés até os pais os tirarem da minha frente".

## Legado
Em 2002, na Lista de Honra do Ano Novo, Lambert foi apontada como Oficial da Ordem do Império Britânico (OBE) pelos seus serviços na produção de filmes e televisão, e no mesmo ano recebeu o BAFTA de Alan Clarke pela Impressionante Contribuição para a Televisão. Morreu de cancro 5 dias antes de fazer 72 anos. Foi considerada como tendo sido presenteada com o prémio de uma vida de realizações no Woman in Film and Television Awards no mês seguinte.
Em 2000, The Naked Civil Servant, terminou em quarto lugar no British Film Institute em 100 dos Maiores Programas Televisivos Britânicos do século XX.
Em 2007, no episódio do Doctor Who "Human Nature", o Doctor (como John Smith) refere-se aos seus pais como Sidney e Verity, um tributo a ambos Newman e Lambert. É mais tarde honrada no episódio "The End of Time" quando o Doctor visita a bisneta de Matron Joan Redford do episódio "Human Nature" (pela actriz original Jessica Hynes) e desiste de reclamar as suas memórias de Time Lord. A sua personagem chama-se Verity Newman. Em 2007, no especial de Natal "Voyage of the Damned", é vista uma dedicatória no fim antes dos créditos
No lançamento do DVD The Time Meddler, em 2008, para além de conter o último comentário que fez antes da sua morte, também contem um pequeno documentário chamado Verity Lambert Obituário, descristo como "um ensaio conciso olhando para trás na vida de um dos co-criadores de Doctor Who".
Pelo quinquagésimo aniversário do Doctor Who em 2013, a série da BBC comissionou uma série de drama baseada na origem da criação do programa, chamada An Adventure in Space and Time, com Lambert feita por Jessica Raine.
A 23 de Julho de 2014, uma placa de condecoração foi revelada pela Doctor Who Appreciation Society e Riverside Trust, nos Estúdios Riverside, em Hammersmith, Londres. A placa comemora Lambert em Riverside e noutros locais. A placa foi revelada pelo seu amigo e colega de longa data, o director Waris Hussein, e foi assistido por muitos amigos e associados ao longo dos anos.

## Filmografia
- Doctor Who (1963–1965), produtora
- Adam Adamant Lives! (1966–1967), produtora
- Detective (1968), produtora
- Take Three Girls (1969), produtora
- W. Somerset Maugham (1969–1970), produtora
- Budgie (1971), produtora
- Between the Wars (1973), produtora
- The Silver Mask (1973), produtora
- A.D.A.M. (1973), produtora
- Achilles Heel (1973), produtora
- After Loch Lomond (1973), produtora
- Shoulder to Shoulder: Sylvia Pankhurst (1974), produtora
- The Naked Civil Servant (1975), produtora executiva
- Rock Follies (1976), produtora executiva
- Couples (1976), produtora executiva
- The Norman Conquests (1977), produtora
- ITV Playhouse: Roadrunner (1977), produtora executiva
- The Sailor's Return (1978), produtora executiva
- Charlie Muffin (1979), produtora executiva
- Quatermass (1979), produtora executiva
- The Knowledge (1979), produtora executiva
- A Performance of Macbeth (1979), produtora executiva
- Fox: King Billy (1980), produtora executiva
- The Flame Trees of Thika (1981), produtora executiva
- Saigon: Year of the Cat (1983), produtora
- The Nation's Health (1983), produtora executiva
- Reilly: Ace of Spies (1983), produtora executiva
- Widows (1983), produtora executiva
- Minder (1979–1984), produtora executiva
- Morons from Outer Space (1985), produtora executiva
- Clockwise (1986), produtora executiva
- Link (1986), produtora executiva
- Evil Angels (A Cry in the Dark)[31] (1988), produtora
- American Roulette (1988), produtora executiva
- Coasting: Offshore (1990), produtora
- G.B.H. (1991), produtora executiva
- Sleepers (1991), produtora executiva
- Boys from the Bush (1991), produtora
- Eldorado (1992), produtora [32]
- Comics (1993), produtora
- Class Act (1994), produtora
- Heavy Weather (1995), produtora
- Temp (1995), produtora
- She's Out (1995), produtora
- A Perfect State (1997), produtora executiva
- Jonathan Creek (1998–2004), produtora
- The Cazalets (2001), produtora
- Love Soup (2005–2007), produtora